# Totalni rat
Totalni rat je oblik rata koji se vodi svim mogućim sredstvima, svim ljudskim i materijalnim snagama zemlje, na cijelom teritoriju protivnika, protiv svih njegovih vojnih, ljudskih i materijalnih potencijala.
Teoriju sveobuhvatnog potčinjavanja jednog naroda, gospodarstva i politike zemlje ciljevima rata je prvi izložio Erich Ludendorff 1935. godine u priručniku naslovljenom Totalni rat, a njegova shvaćanja su kasnije prihvatili i sprovodili političari Trećeg Reicha a pogotovu ministar za propagandu Joseph Goebbels u svojim govorima.
Sam naziv totalni rat, vjerojatno potiče iz pojma apsolutni rat, kojeg je Carl von Clausewitz upotrijebio 1832. godine.
Opasnost od totalnog rata je porasla uporabom nuklearnog oružja, koje bi eventualno bilo upotrebljeno u njemu. U totalnom ratu cijelo stanovništvo postaje, izravno ili neizravno, ciljem ratnih djelovanja, a međunarodno ratno pravo se sve manje poštuje, naročito prema civilima. Najteže povrijede međunarodnog ratnog prava se očituju kroz ratne zločine, koji se ne mogu pravdati osobinom suvremenog rata i njegovom totalnošću. Prekršaji protiv međunarodnog ratnog prava su izričito navedeni u presudi protiv ratnih zločinaca na Nürnberškom procesu po kojoj:
... ne može biti sumnje da je većina ovih zločina poticala iz nacističkog shvaćanja totalnog rata kojim su agresorski ratovi vođeni. Jer u ovoj koncepciji totalnog rata moralne ideje koje sadrže konvencije, koje pokušavaju učiniti rat humanijim, ne smatraju se više da imaju snage i važnost. Sve je potčinjeno svemoćnim diktatima rata. Pravila, zakoni, garancije i ugovori, svi zajedno ne znače ništa; i tako oslobođen svih ograničenja koja nameće međunarodno ratno pravo, agresorski rat je vođen na najbarbarskiji način.